# Governo Stolojan
Il Governo Stolojan è stato il terzo governo della Romania post-comunista, il secondo della I legislatura. Fu guidato dal primo ministro Theodor Stolojan.

## Cronologia del mandato
In seguito alla violenta incursione a Bucarest dei lavoratori del comparto minerario che, invocando un miglioramento delle proprie condizioni salariali, il 26 settembre 1991 ottennero le dimissioni del primo ministro Petre Roman, il 1º ottobre 1991 il presidente della repubblica Ion Iliescu assegnò l'incarico di formare un nuovo governo all'ex ministro delle finanze, l'economista Theodor Stolojan. Mentre in seno al partito di governo, il Fronte di Salvezza Nazionale (FSN), si consumava lo scontro tra la corrente conservatrice, guidata da Iliescu, e quella riformista, rappresentata da Petre Roman, il presidente della Romania preferì rivolgersi ad una figura proveniente dalla tecnocrazia del precedente regime e meno incline ai conflitti o all'apertura a diatribe politiche, quale Stolojan.
Vista la necessità di allentare le tensioni fra le parti sociali, il capo di Stato sostenne la soluzione di un governo di unità nazionale, assegnando il ruolo di premier a un personaggio politicamente indipendente e includendo nel gabinetto di governo anche altre formazioni politiche al fianco del predominante FSN, che deteneva la maggioranza assoluta in parlamento e che aveva guidato individualmente il precedente esecutivo. Entrarono a far parte del governo anche i minoritari Partito Nazionale Liberale (PNL), con due ministri, Partito Democratico Agrario di Romania (PDAR) e Movimento Ecologista di Romania (MER), entrambi con un ministero ciascuno. Dal governo Roman II furono riconfermati otto membri. Il governo Stolojan ottenne il voto di fiducia da parte della camera dei deputati il 16 ottobre 1991 e quello del senato il giorno successivo. 
Si trattò di un governo con un mandato limitato, investito soprattutto per gestire la transizione alla nuova legislatura e organizzare le tornate elettorali in programma nel 1992. Sulla scia dell'operato del precedente governo, che aveva avviato le prime timide riforme per la trasformazione di un'economia socialista in una di stampo capitalista, il gabinetto Stolojan continuò con un moderato processo di liberalizzazione, con l'obiettivo di porre un freno alla caduta dei parametri economici.
Nell'autunno del 1991 fu approvato un nuovo testo costituzionale, cui seguirono diverse leggi concertate da parlamento e governo per l'applicazione delle nuove norme. Nel febbraio 1992 furono organizzate le elezioni locali, le prime dalla rivoluzione del 1989, mentre nel mese di settembre si celebrarono le parlamentari e presidenziali, che videro un nuovo successo di Iliescu e del suo partito, il Fronte Democratico di Salvezza Nazionale. Il 19 novembre 1992 Theodor Stolojan cedette il teste al nuovo primo ministro Nicolae Văcăroiu.

## Attività del governo

### Misure economiche
Tra i propri propositi Stolojan elencò la continuazione della liberalizzazione dei prezzi, il proseguimento del programma di privatizzazione, manovre di aggiustamento a livello valutario e la ripresa dei negoziati con gli organismi finanziari internazionali, che erano stati interrotti nel settembre 1991. Il 6 novembre 1991 il primo ministro presentò al parlamento un rapporto sullo stato dell'economia, sottolineandone la fragilità, soprattutto a livello di politica monetaria. Tra le azioni immediate, messe in pratica a decorrere dall'11 novembre, quindi, annunciò la ricapitalizzazione delle banche, l'introduzione del cambio fisso leu-dollaro (stabilito al valore di 180 lei) e la convertibilità limitata della valuta locale. Lo Stato, perciò, nazionalizzò la valuta estera appartenente a società commerciali, aziende pubbliche e popolazione, imponendone altresì il valore di scambio. Malgrado l'impopolarità della scelta, fu impedito il prelievo dai conti bancari in valuta forte, fino a quando non si fossero deprezzati per via dell'inflazione.
La legge di bilancio per il 1992 prevedeva diverse misure di austerity, tra le quali il dimezzamento delle sovvenzioni alla popolazione per prodotti e servizi di base. Il budget fu costruito per inquadrare il rapporto debito/PIL all'1,9%.
Ulteriori azioni a livello macroeconomico per la svalutazione del leu furono realizzate nel 1992 e furono affiancate dall'innalzamento dei tassi d'interesse dell'80%. Malgrado il rischio dell'impennarsi dell'inflazione il governo realizzò tali misure con la finalità di rafforzare le esportazioni, favorire l'ingresso di capitale esterno, stimolare la crescita della produzione industriale, migliorare la bilancia commerciale e debellare il mercato nero. La strategia fu facilitata dall'eliminazione delle licenze per la vendita all'estero e dalla riduzione del numero di beni soggetti a limitazioni sulle esportazioni. Mentre il riorientamento dell'economia verso le esportazioni favorì la ripresa dei flussi commerciali verso gli stati occidentali, però, le importazioni dagli stessi paesi si raddoppiarono, con una situazione aggravata dalla siccità del 1992. 
Nonostante le concessioni statali al comparto industriale in termini di sovvenzioni per il consumo energetico e di facilitazioni per le esportazioni, la produzione nel 1992 si trovava ad un livello del 25% inferiore rispetto al 1989, anche a causa dei problemi strutturali degli stabilimenti rumeni, oltre che ad un alto tasso di disoccupazione, soprattutto nei settori tessile e meccanico, dove sfiorava il 12%. Le politiche di compensazione messe in atto dal governo per equilibrare i pagamenti arretrati tra le industrie di Stato, inoltre, non riuscirono a prevenire un loro ulteriore indebitamento.
Il programma di privatizzazione delle società pubbliche, lanciato dal governo Roman nel 1991, non riportò progressi significativi, anche a causa di problemi organizzativi, per la mancanza di pubblicità e per l'incapacità del paese di attrarre investimenti esteri. Al 1992 erano state privatizzate solamente ventidue compagnie.
Il 23 aprile 1992 Stolojan illustrò alle camere un rapporto sui primi sei mesi di governo. Il primo ministro sottolineò i successi dell'organizzazione delle elezioni locali, del rallentamento del calo della produzione industriale e dell'aumento delle esportazioni. Tra i punti negativi, tuttavia, elencò una crescita dei redditi in relazione all'inflazione allo 0,81%, la rilevazione dell'inflazione annua del 1991 al 323% e un deficit pubblico di 1,3 miliardi di dollari. Il primo ministro dichiarò che per finanziare il deficit pubblico avrebbe fatto ricorso a crediti su piazze esterne e che in maggio sarebbe stata inaugurata una nuova tappa nella liberalizzazione dei prezzi, pur senza intervenire sulla liberalizzazione del tasso di cambio.
Il 28 agosto il governo varò un piano per il taglio delle sovvenzioni alla popolazione per l'acquisto di generi alimentari e di beni di prima necessità a partire dal mese di settembre. Furono eliminati totalmente i sussidi per le carni, ridotti del 30% quelli per i prodotti della panificazione e il trasporto pubblico e del 25% quelli per l'energia elettrica. Per salvaguardare i cittadini dal conseguente aumento dei prezzi fu introdotto un sistema di indicizzazione dei salari e delle pensioni.
Nel complesso le politiche economiche del governo rallentarono l'inflazione, che rimaneva comunque al 200%, ma non migliorarono la situazione della bilancia commerciale, mentre il PIL registrò una contrazione di quasi il 9%, dato influenzato dall'inefficienza dell'industria e da un'economia rivolta ai mercati esterni. Sebbene avessero provato ad intervenire sulla produzione industriale e sulle esportazioni, le misure non mostrarono coraggio poiché furono limitate dalla stessa natura temporanea del governo e dall'attendismo delle elite politiche del paese, specialmente alla luce delle imminenti elezioni parlamentari del settembre 1992.
Tra l'11 e il 12 ottobre 1992 Stolojan presentò alle camere una relazione finale sulle realizzazioni del suo governo. Secondo il primo ministro gli obiettivi principali, cioè l'organizzazione delle elezioni e il rallentamento del declino con il raggiungimento di un tasso di crescita economica zero, erano stati compiuti.

### Consolidamento delle istituzioni
Visto il nuovo quadro costituzionale scaturito dall'approvazione referendaria della nuova legge fondamentale, parlamento e governo emanarono diversi atti normativi che determinarono l'evoluzione dell'assetto istituzionale del paese.
Il 12 febbraio 1992 fu introdotto il regolamento per funzionamento del SRI; il 13 maggio fu approvata la legge sull'organizzazione della Corte costituzionale; il 19 maggio quella sul Consiglio nazionale per gli audiovisivi; l'8 giugno quella per l'elezione del presidente della Romania; il 17 giugno quella per l'elezione del parlamento; il 2 settembre quella sul funzionamento della Corte dei conti.

### Relazioni internazionali
Dal punto di vista delle relazioni estere la Romania continuò ad aprirsi diplomaticamente verso l'occidente, mentre i rapporti con alcuni stati vicini furono normalizzati da nuovi trattati (Bulgaria, Spagna, Germania, Francia, Grecia).
L'8 novembre 1991 il governo approvò un'ordinanza per l'applicazione dell'embargo alla Jugoslavia, che era stato disposto dal Consiglio di sicurezza delle Nazioni Unite. Il 3 febbraio 1992 venne siglata con altri paesi dell'area la «Dichiarazione per la cooperazione economica nel Mar Nero».
Nel febbraio 1992 il segretario generale della NATO Manfred Wörner inaugurò a Bucarest il Centro euro-atlantico, ente finalizzato a facilitare la cooperazione fra la NATO e i paesi che facevano parte del dissolto Patto di Varsavia. Due mesi più tardi fu firmato l'accordo sulle relazioni economiche con gli Stati Uniti d'America.

## Appoggio parlamentare e composizione
Formatosi in seguito alle dimissioni del governo Roman II, il nuovo esecutivo presieduto dal primo ministro Stolojan ricevette un sostegno trasversale. Rispetto al governo precedente, il partito di maggioranza del Fronte di Salvezza Nazionale (FSN) invitò nel consiglio dei ministri anche altre forze politiche che avevano partecipato all'opposizione: il Partito Nazionale Liberale (PNL), il Movimento Ecologista di Romania (MER) e il Partito Democratico Agrario di Romania (PDAR).
Insieme la maggioranza disponeva di 309 deputati su 396 (pari al 78% dei seggi alla Camera) e di 103 senatori su 119 (pari all'86,5% dei seggi al Senato).
| Carica | Titolare | Titolare                  | Partito      |
| --- | -------- | ------------------------- | ------------ |
| Primo ministro |          | Theodor Stolojan          | Indipendente |
| Ministro dell'economia e delle finanze                                                                                              |          | George Danielescu         | PNL          |
| Ministro del lavoro e della protezione sociale                                                                                      |          | Dan Mircea Popescu        | FSN          |
| Ministro degli affari esteri |          | Adrian Năstase            | FSN          |
| Ministro degli interni |          | Victor Babiuc             | FSN          |
| Ministro dell'industria |          | Dan Anghel Constantinescu | Indipendente |
| Ministro della giustizia |          | Mircea Ionescu Quintus    | PNL          |
| Ministro dell'agricoltura e dell'alimentazione                                                                                      |          | Petru Mărculescu          | PDAR         |
| Ministro delle comunicazioni |          | Andrei Chirică            | FSN          |
| Ministro del commercio e del turismo                                                                                                |          | Constantin Fota           | FSN          |
| Ministro della difesa nazionale |          | Niculae Spiroiu           | Indipendente |
| Ministro dei lavori pubblici e della gestione del territorio                                                                        |          | Dan Nicolae               | FSN          |
| Ministro dei trasporti |          | Traian Băsescu            | FSN          |
| Ministro dell'ambiente |          | Marcian Bleahu            | MER          |
| Ministro della salute |          | Mircea Maiorescu          | Indipendente |
| Ministro della gioventù e dello sport                                                                                               |          | Ioan Moldovan             | FSN          |
| Ministro della cultura |          | Ludovic Spiess            | Indipendente |
| Ministro dell'istruzione e della scienza                                                                                            |          | Mihail Golu               | FSN          |
| Ministro per i rapporti con il Parlamento                                                                                           |          | Ion Aurel Stoica          | FSN          |
| Ministro del bilancio, delle entrate dello Stato e del controllo finanziario nel quadro del ministero dell'economia e delle finanze |          | Florian Bercea            | FSN          |
| Segretario di Stato nel quadro del ministero dell'istruzione e della scienza                                                        |          | Emil Tocaci               | PNL          |